# La Sierpe (Salamanca)
La Sierpe es un municipio y localidad española de la provincia de Salamanca, en la comunidad autónoma de Castilla y León. Se integra dentro de la comarca de Guijuelo, la subcomarca de Entresierras (Alto Alagón) y la microcomarca de Las Bardas.
Su término municipal está formado por un solo núcleo de población, ocupa una superficie total de 14,86 km² y según los datos demográficos recogidos en el padrón municipal elaborado por el INE en el año 2017, cuenta con una población de 46 habitantes.

## Historia
La fundación de La Sierpe se remonta al siglo XIV, quedando entonces integrado en el cuarto de Peña del Rey de la jurisdicción de Salamanca, dentro del Reino de León. Con la creación de las actuales provincias en 1833, La Sierpe quedó integrado en la provincia de Salamanca, dentro de la Región Leonesa.
La Sierpe no siempre fue un pueblo tal y como lo conocemos en la actualidad. Sus vecinos recuerdan cómo de dehesa se convirtió en municipio. Y así se relata la historia en un documento que conserva Ángel Dorado, vecino de la localidad.

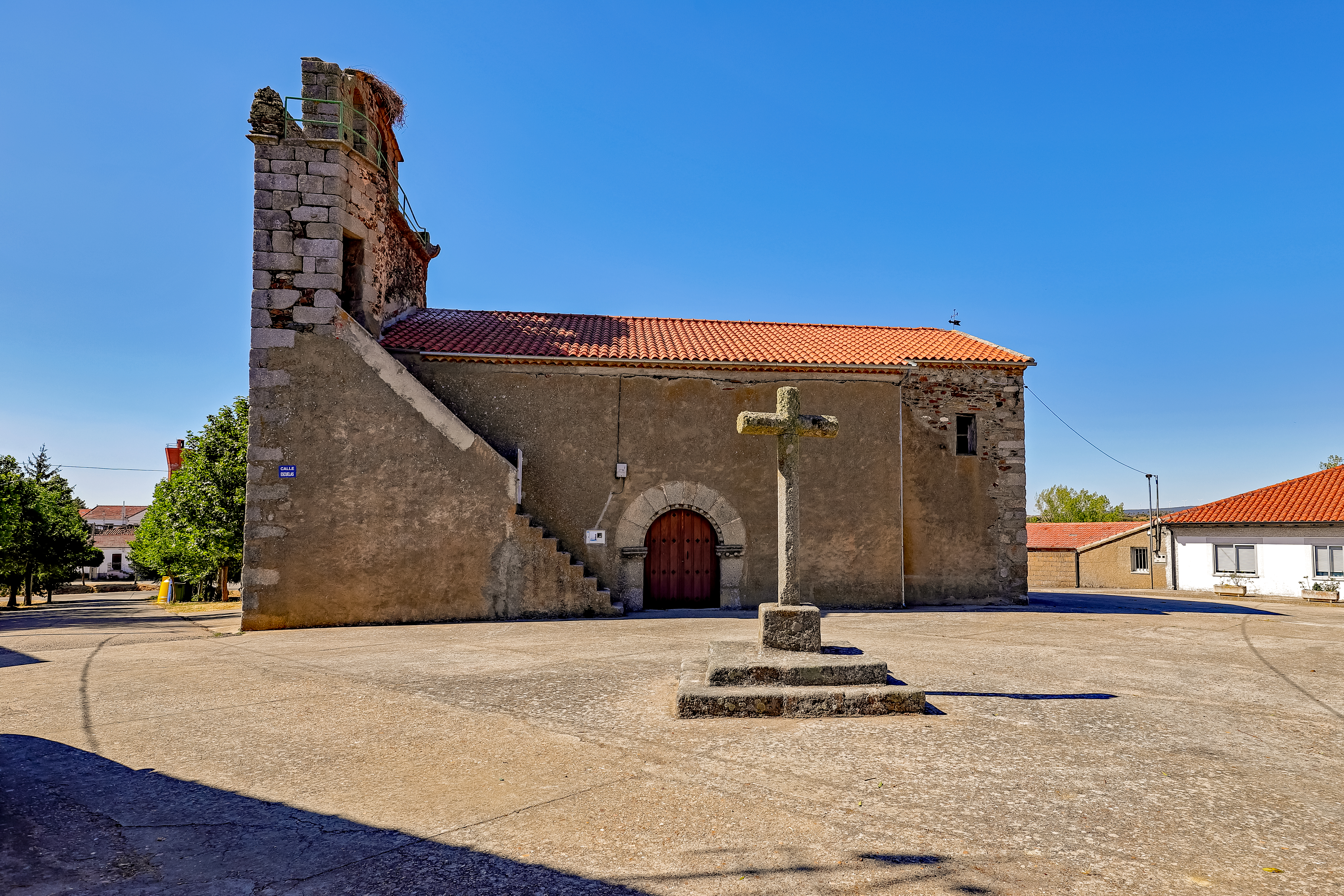
Iglesia de San Juan Bautista

La dehesa de La Sierpe pertenecía a unos frailes y en el periodo de la desamortización fue adquirida por don Jacinto Mateos, pasando más tarde a pertenecer a doña Joaquina Mateos. En el escrito consta que mide 3.400 huebras, o lo que es lo mismo, unas mil cuatrocientas hectáreas, dividida en noventa y seis partes (veinticuatro yugadas). Consta de pastos y monte de roble y encinas. La tenían arrendada los vecinos y pasaba de padres a hijos. Pagaban una renta de cuarenta y dos mil quinientas pesetas, libres de contribución, aunque en fechas anteriores la cantidad de dinero en arriendos había sido superior. Pero por una disposición del Gobierno de la Segunda República (14 de abril de 1931 a 19 de julio de 1936), pudieron pedir una rebaja en la renta siendo defendidos los renteros por abogados de Salamanca.
El 15 de agosto de 1939 les pusieron el desahucio, representadas las amas por su administrador. En esta fecha la propietaria era Josefa Mateos de Reinoso, que la había heredado de sus padres. Los renteros nombraron abogados para su defensa, ganando el pleito en Sequeros y Salamanca. La dueña apeló al Tribunal Supremo, a Madrid, pero unos días antes de la celebración de verse la causa, la mandaron retirar. De esta manera, ganaron los renteros el pleito.

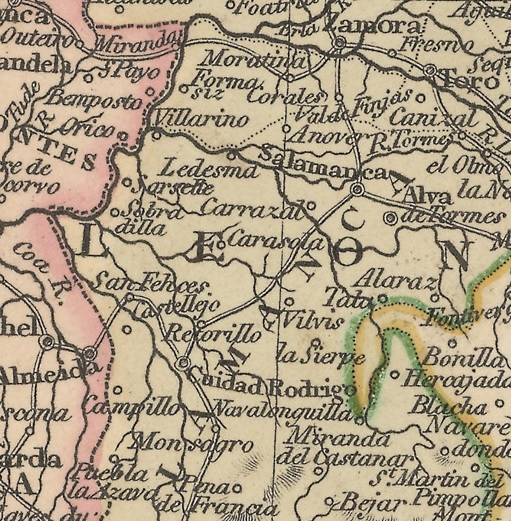
Detalle de un mapa de 1824 en que aparece recogido La Sierpe

La propietaria, con el pleito perdido, decide vender la dehesa, pero no a quienes la habían tenido arrendada, sino a otro cualquiera. La compra un vecino de Salamanca, tratante de fincas, en nombre de otros tres, pero los renteros le salieron al retracto, y se hizo la escritura pública a favor de éstos el 16 de diciembre de 1940. Fue adquirida en ciento treinta mil pesetas; los gastos de la escritura, de hipoteca y derechos reales, ciento sesenta y ocho mil pesetas y el abogado, veinticinco mil pesetas, contándole por tanto la dehesa, sin contar otros gastos de menor cuantía, la suma de un millón cuatrocientas noventa y tres mil pesetas, de las que pagaron al contado trescientas mil pesetas. Se dividieron en noventa y seis partes, que fueron adquiridas por diecinueve renteros.
De los compradores de la dehesa quedan en este pueblo sus descendientes, que durante décadas han vivido de trabajar las tierras y de la ganadería, y los mayores recuerdan cómo se adquirieron estos terrenos que han sido su forma de vida. Ahora hay tan solo dos vecinos que se dedican a la ganadería, el resto son jubilados. Hay menos de cincuenta personas empadronadas y en invierno tan sólo una veintena de personas residen en la localidad. Sólo le falta a este pequeño municipio la alegría de los niños en la alameda, pero como en otros, el verano hace que este pueblo cobre más vida con la llegada de los que residen fuera de él.

## Geografía humana

### Demografía
Cuenta con una población de 42 habitantes (INE 2024).
| Gráfica de evolución demográfica de La Sierpe entre 1842 y 2021                                                       |
| |
| Población de derecho según los censos de población del INE. Población de hecho según los censos de población del INE. |

Según el Instituto Nacional de Estadística, La Sierpe tenía, a 31 de diciembre de 2018, una población total de 44 habitantes, de los cuales 20 eran hombres y 24 mujeres. Respecto al año 2000, el censo refleja 50 habitantes, de los cuales 30 eran hombres y 20 mujeres. Por lo tanto, la pérdida de población en el municipio para el periodo 2000-2018 ha sido de 6 habitantes, un 12% de descenso.

## Administración y política
| Partido político                         | 2019  | 2019  | 2019       | 2015  | 2015  | 2015       | 2011  | 2011  | 2011       | 2007  | 2007  | 2007       | 2003  | 2003  | 2003       |
| Partido político                         | %     | Votos | Concejales | %     | Votos | Concejales | %     | Votos | Concejales | %     | Votos | Concejales | %     | Votos | Concejales |
| Partido Popular (PP)                     | 95,45 | 21    | 3          | 84,38 | 27    | 3          | 65,38 | 17    | 3          | 77,42 | 24    | 1          | 76,32 | 29    | 1          |
| Partido Socialista Obrero Español (PSOE) | —     | —     | —          | 3,13  | 1     | 0          | 3,85  | 1     | 0          | 22,58 | 7     | 0          | 7,89  | 3     | 0          |